# CADPAT

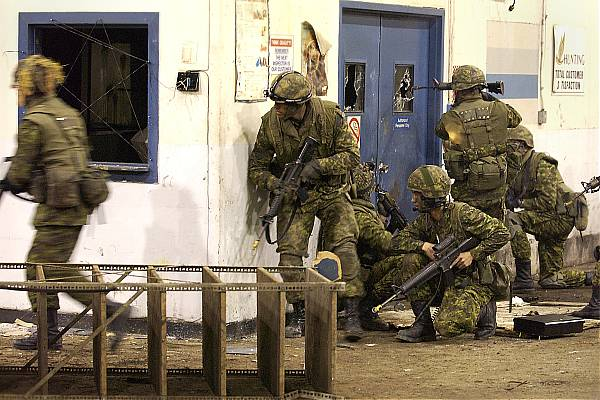
Kanadští vojáci v uniformách ve vzoru CADPAT

CADPAT (zkratka CAnadian Disruptive PATtern – kanadský maskovací vzor) je digitální kamuflážní vzor používaný kanadskou armádou.
Objevuje se ve třech různých variantách: vzor pro mírné pásmo a džungli (anglicky temperate woodland – TW), vzor pro suché oblasti a pouště (anglicky arid region – AR) a vzor pro arktické podnebí.
CADPAT byl původně plánován jen jako vzor určený pro použití u potahu na helmu, v rámci programu Clothe the Soldier. Během testů u pěchoty se zjistilo že jeho maskovací schopnosti převyšují (s ohledem na terén) veškeré dosavadní maskovací vzory a tak padlo rozhodnutí použít CADPAT i u ostatních výstrojních součástí. Po počátečních problémech s výrobou, byly nové uniformy plošně zaváděny v roce 2001 a 2002. Vzor AR byl zaváděn později – v letech 2002 až 2004 a to především u jednotek v Afghánistánu. Vzor pro arktické podnebí se stále nachází ve fázi testů.
Uniformy CADPAT nahradily starší olivově zelené polní uniformy používané od roku 1960 a také příležitostně u výsadkářů používané Britské uniformy ve vzoru DPM.